# Rudy Youngblood
Rudy Youngblood (né le 21 septembre 1982 à Belton au Texas) est un acteur, musicien et danseur américain. C'est un Amérindien, d'origines comanche, cree et yaqui.
Il est principalement connu pour avoir joué le rôle principal dans le film Apocalypto, de Mel Gibson.

## Filmographie

### Cinéma
- 2005 : Spirit: The Seventh Fire (vidéo) de David Dahlman : Warrior Protector
- 2006 : Apocalypto de Mel Gibson : Patte de Jaguar
- 2010 : Beatdown de Mike Gunther : Brandon Becker
- 2015 : Shepherd's Blade (court métrage) d'Alex Popov : Draven
- 2015 : Wind Walkers de Russell Friedenberg : Matty Kingston
- 2016 : New Amsterdam de Daniel Fridell : Sleeping Wolf
- 2016 : Crossing Point de Daniel Zirilli : Mateo
- prévu en 2016 : The Moment de Helian Zhang : Chance Rider
- prévu en 2017 : AG-1: Adrift : Grey Sky
- prévu en 2018 : Gleichschaltung de Patrick Kilpatrick :

### Télévision
- 2015 : Amnesia (en) (saison 1, épisode 01 : Awakening) : Chayton